# Lyftkraft
I denna artikel definieras och förklaras lyftkraften, den kraft som lyfter något eller någon uppåt i tyngdkraftfältet,  hos motordrivna flygplan, segelflygplan, glidflygplan och helikoptrar, så kallade aerodyner. Artikeln beskriver även lyftkraften hos vattenskidor, snabbgående båtar, simmare, fåglar, fladdermöss och insekter. 
Uttrycket lyftkraft förekommer också vid beskrivning av så kallade aerostater, till exempel en luftballongs lyftkraft på ballongkorgen med de ombordvarande som verkar rakt upp från jordens yta enligt Arkimedes princip.  

## Lyftkraft hos flygplan och helikoptrar

Krafter som verkar på en flygplansvinge. Lift = lyftkraft, Angle of attack = anfallsvinkel, Thrust = dragkraft, Drag = luftmotstånd, Weight = tyngd

När det gäller aerodyner, till vilka olika slags flygplan och helikoptrar hör, används ordet lyftkraft på ett något annorlunda sätt än i de flesta andra sammanhang. 
Den lyftkraft som genereras av en flygplansvinge eller en helikopterrotor kan användas till att accelerera flygplanet eller helikoptern i vilken riktning som helst, som ligger inom möjligheternas gränser, även om man ofta menar den kraft som håller dem flygande genom att motverka tyngdkraften, eftersom flygning rakt fram på konstant höjd är vanligast. När inget annat anges är det vanlig flygning rakt fram på konstant höjd som avses nedan.
Lyftkraften som utövas av en flygplansvinge definieras som den kraft som vingen åstadkommer i flygplanets symmetriplan vinkelrätt mot flygplanets (vingens) rörelseriktning, det vill säga motsvarande uppåt när flygplanet står på marken. Lyftkraft kan även sägas vara negativ. Då accelereras luften åt motsatt håll. Detta är till exempel fallet vid ryggflygning och bunt.

### Lyftkraft genereras genom acceleration av luft
Lyftkraft genereras genom att vingen accelererar luft tvärs vingens rörelseriktning parallellt med flygplanets symmetriplan. För att accelerera luften utövar vingen en kraft på luften. Denna kraft motsvarar direkt en lika stor motkraft som luften utövar på vingen. Denna motkraft är lyftkraften. Fysikaliskt motsvarar detta Newtons tredje lag, den om verkan och motverkan. Att luft accelererats nedåt framgår i fotot  av den fåra i molnet som flygplanet lämnat efter sig. Bidragande till att molnet upplösts lokalt är de heta gaserna från motorerna, som dragits med av nedsvepet. Virvlarna behandlas i ett senare avsnitt.
Den mängd luft (massa/vikt) som i varje ögonblick måste accelereras, m, och storleken av denna acceleration, a, ges av  Newtons andra lag
{\displaystyle F=m\cdot a}
där F är den accelererande kraften (här densamma som lyftkraften L). 
Det är emellertid inte möjligt att på ett enkelt sätt beräkna m och a, det vill säga att fastslå om en viss stor mängd luft (stor massa) accelereras i relativt liten grad eller om en viss liten mängd luft (liten massa) accelereras i högre grad när sambandet uppfylls. I själva verket accelereras heller inte all luft runt vingen lika mycket. Luften närmast vingen, över och under, accelereras mest. Luft längre ifrån accelereras allt mindre tills effekten blir försumbar. 
Utmaningen för flygplankonstruktörerna (inklusive aerodynamikerna) är att konstruera lätta men hållfasta vingar som på bästa sätt kan accelerera den luft som krävs för aktuell typ av flygplan. Annars kan luft accelereras med vilket plattliknande föremål som helst. Aerodynamikerna beräknar och mäter dock inte massan och accelerationen av den luft som accelereras, utan det resulterande varierande trycket på vingens båda sidor, som integrerat över hela vingytan ger lyftkraften L och dessutom andra intressanta data, bland annat det tippmoment som verkar på vingen och vingens luftmotstånd. 
För att emellertid få en grov uppfattning om den massa som accelereras i varje ögonblick och accelerationens storlek i låg underljudsfart kan man göra följande överslagsberäkning (efter Ludwig Prandtl):
Massan som efter hand påverkas av en vinge antas enligt Prandtl (gäller dock någorlunda väl för vissa vingar) vara massan av luften i den tänkta cylinder med vingens spännvidd (b meter) som diameter som vingen flyger igenom. Om vingens korda (längd i flygriktningen) är c meter påverkas i varje ögonblick en skiva med massan 3,14*b2*c*1,25/4 kg om luftens densitet är 1,25 kg/m³, vilket den är på låg höjd. Den nödvändiga genomsnittliga accelerationen nedåt blir då lyftkraften dividerad med denna massa.  Eftersom accelerationen är ett genomsnittligt värde över hela den tänkta luftskivan innebär denna överslagsberäkning att accelerationen närmast vingen underskattas och därmed också det resulterande nedsvepet närmast vingens bakkant, se nedan. 
För ett mindre flygplan (till exempel en Cessna 172) med en spännvidd på 11 meter och en medelvingkorda på 1,5 meter blir massan av den luft som i varje ögonblick accelereras ca 180 kg. Om flygplanets massa är 1000 kg blir lyftkraften vid flygning rakt fram på konstant höjd 1000*9,81 Newton och den nödvändiga genomsnittliga accelerationen 1000*9,81/180 m/s² = 55 m/s². Vid 120 knops fart passerar vingen en sådan tänkt 1,5-metersskiva av luftmassan på 0,0243 sekunder (1,5 m/farten i m/s), vilket är den tid som vingen kan verka på just den luftmassan. Genomsnittshastigheten hos nedsvepet bakom vingen blir då 0,0243*55 m/s = drygt 1,3 m/s. Vid 60 knops fart är det fortfarande samma mängd luft som accelereras i varje ögonblick, vilket innebär att accelerationen nedåt av luften också måste vara densamma, men eftersom flygplanets fart är hälften så hög kommer varje luftavsnitt att accelereras dubbelt så länge, det vill säga i 0,0486 sekunder. Därför blir genomsnittshastigheten hos nedsvepet dubbelt så hög, knappt 2,7 m/s. 
Med samma typ av överslagsberäkning kan massan och accelerationen av den luft som i varje ögonblick måste accelereras nedåt samt den resulterande genomsnittliga nedsvepshastigheten av luften bakom en Boeing 747 strax före landning grovt uppskattas. Massan hos luften är ca 30 000 kg (spännvidd ca 60 meter och korda ca 8,5 meter). Med en massa hos flygplanet av 250 ton krävs att den genomsnittliga accelerationen av denna mängd luft under vingpassagen är drygt 80m/s². Vid 200 knops fart blir då nedsvepshastigheten knappt 7 m/s.
De flesta vingar är inte lika effektiva som den ideala vinge som Prandtl antog vid sina teoretiska beräkningar (med så kallad elliptisk lyftkraftfördelning i spännviddsled). I själva verket accelereras därför vanligen en mindre mängd luft än vad som antagits i exemplen ovan och därför behövs en större acceleration av luften vilket gör nedsvepshastigheterna bakom vingarna högre.

### Hur accelerationen åstadkommes

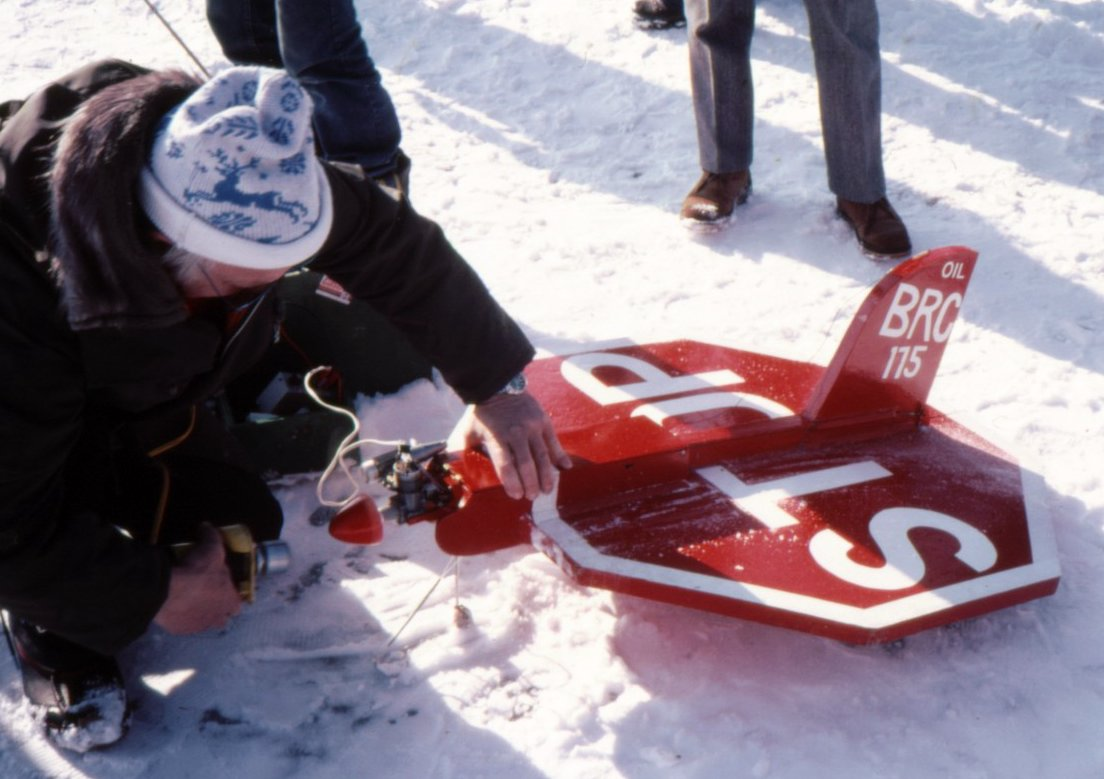
Under förutsättning att den är försedd med lämplig framdrivning kan även en lätt och jämntjock stoppskylt flyga.

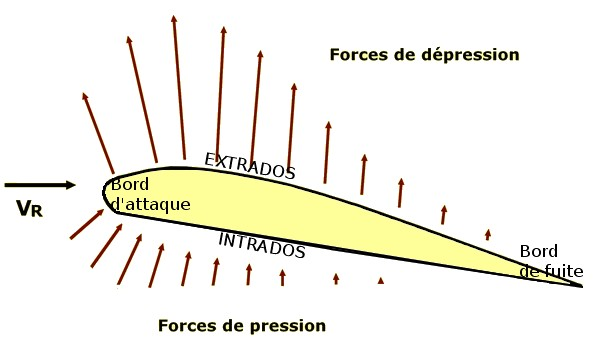
Typisk tryckfördelning omkring en schematisk vingprofil.

Det går att generera lyftkraft med vilket plattliknande föremål som helst. Det krävs inga särskilda fenomen för detta förutom de som vi är förtrogna med från blåsiga dagar och det dagliga livet, vilket man annars kan förledas att tro när man läser vissa beskrivningar av lyftkraftens uppkomst baserade på teoretisk aerodynamik. Dessa utgår från matematiska modeller, alla med mer eller mindre omfattande fysikaliska förenklingar, och vissa skiljer inte nödvändigtvis på orsak och verkan. Teoretisk aerodynamik utnyttjas främst för att ta fram den mest ändamålsenliga vingen för en viss typ av flygplan, eller för forskning, tillsammans med praktisk aerodynamik (vindtunnlar och flygprov) – inte för att förklara lyftkraft. I denna artikel förklaras hur lyftkraft uppkommer direkt med hjälp av de naturlagar som är kända som Newtons rörelselagar.
Newtons första lag säger att ett föremål förblir i vila eller i likformig rörelse så länge ingen yttre kraft verkar på föremålet. I en gas är det mera komplicerat eftersom gasmolekylerna befinner sig i ständig sicksackrörelse, men Newtons första lag gäller även här såväl för varje enskild gasmolekyl som på makronivå om man byter ut “ett föremål” mot “tyngdpunkten hos en viss mängd gasmolekyler” och “så länge ingen yttre kraft verkar på föremålet” mot “så länge inga tryckskillnader mellan motsatta sidor av denna mängd gasmolekyler finns”. Tryckskillnader accelererar gas (till exempel luft) från ett område med ett visst tryck i riktning mot områden med lägre tryck enligt Newtons andra lag. Ju större tryckskillnaderna är desto större blir accelerationen.

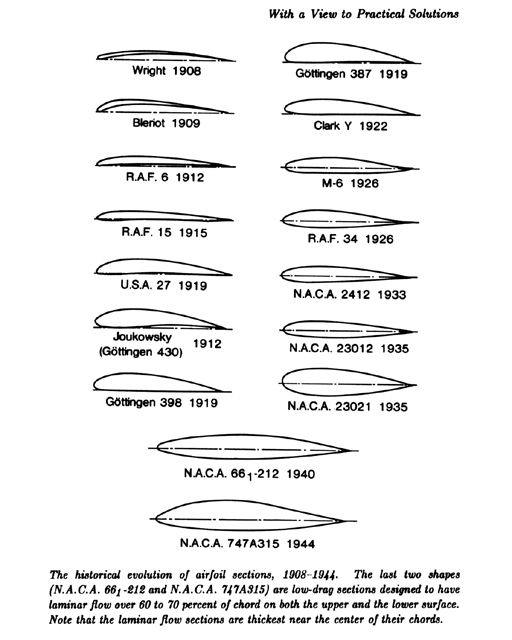
Exempel på utvecklingen av vingprofiler mellan 1906 och 1944.

Anta att en vinge med positiv anfallsvinkel (motsvarande en snedställd skiva med framkanten högre än bakkanten) drivs framåt genom stillastående luft. Såväl vingens ovansida som dess undersida bidrar då till att accelerera luft i närheten av vingen i huvudsak nedåt på grund av de tryckskillnader som uppstår i luften nära vingen när vingen tränger undan luften. Undersidan pressar luft nedåt delvis genom direkt fysisk kontakt men huvudsakligen indirekt på grund av det övertryck som samtidigt uppstår på denna sida nära vingen. På grund av luftens tröghet (den har massa) stannar nämligen den undanträngda luften kvar i vingens närhet under passagen och samma mängd gasmolekyler som fanns där innan passagen måste nu dela på ett mindre utrymme under denna tid. Luften komprimeras därför något under vingen varvid ett övertryck bildas, men accelereras samtidigt på grund av Newtons första och andra lagar längre nedåt där trycket är lägre och - närmast vingspetsarna - även åt sidan. Ovansidan av vingen suger ner luft (accelererar luft nedåt) på grund av det undertryck som uppstår på denna sida när luften förtunnas på grund av “vindskugga”. Om inte någon luft sugs ner mot vingen skulle ett vakuum uppstå bakom vingen, vilket förhindras av Newtons första och andra lagar. Närmast vingspetsarna sugs luft in även från sidan. Tillsammans med den luft som strömmar utåt under vingen vid vingspetsarna bildar den vingspetsvirvlar. Över- och undertrycken närmast vingen som samtidigt verkar även på vingen enligt Newtons tredje lag ger integrerat över hela vingens alla ytor lyftkraften. Typiskt bidrar översidan till ca två tredjedelar av lyftkraften och undersidan en tredjedel.
Tryckskillnaden mellan under- och ovansidan gör att luft strömmar uppåt omedelbart framför vingen (uppsvep) för att söka utjämna denna tryckskillnad. Tillsammans med vingens mjukt välvda form på ovansidan framför vingens högsta punkt innebär detta att även detta område får ett undertryck på grund av “vindskugga" som successivt retarderar luftens uppåtgående hastighet till noll vid vingens högsta punkt varifrån den sedan accelereras vidare nedåt. Oftast är bidraget till vingens lyftkraft faktiskt störst från den främre tredjedelen av vingens översida.
Den genomsnittliga accelerationen av den luft som vingen påverkar när den passerar förbi resulterar i det nedsvep och de vingspetsvirvlar som vingen lämnar bakom sig, se . Luften som tryckts respektive sugits ner av vingen fortsätter att strömma nedåt bakom vingen, men då den inte längre accelereras bromsas den så småningom upp av luften bakom vingen - eller av marken om flygplanet befinner sig mycket nära marken, som vid start och landning. Såväl uppsvep som nedsvep minskar med ökande hastighet.
Den genomsnittliga tryckskillnad som behövs mellan vingens undersida och översida för att ge tillräcklig lyftkraft är i planflykt densamma som flygplanets tyngd mg dividerad med vingytan S eller annorlunda uttryckt tyngdaccelerationen gånger vingbelastningen; den senare uttrycks som m/S. En 1000 kg tung Cessna 172 med en vingyta på 16,5 m² har en vingbelastning på 60,6 kg/m² och ett mg/S på knappt 600 N/m², vilket alltså i planflykt motsvarar en genomsnittlig tryckskillnad mellan vingens båda sidor av exakt samma storlek. En 350 ton tung Boeing 747 med en vingyta på 525 m² har ett mg/S och en tryckskillnad på ca 6500 N/m². På låg höjd (högt atmosfärstryck) motsvarar dessa tryckskillnader 0,59 procent av atmosfärstrycket för Cessnan och 6,5 procent för 747:an. På 10 000 meter höjd motsvarar tryckskillnaden för en 350 ton tung Boeing 747 cirka 25 procent av atmosfärstrycket.
Den luft som vingen passerar igenom genomgår en så kallad adiabatisk process. Innebörden av detta förklaras i motsvarande artikel. Artikeln visar att i en sådan process följs volymförändringar, dV/V, och tryckförändringar, dp/p, åt i ett visst förhållande så att när volymen för en viss luftmassa minskar, ökar trycket och vice versa. När volymen minskar för en viss luftmassa m innebär detta samtidigt att dess densitet ρ = m/V ökar i samma mån, vilket kan uttryckas som dρ/ρ = -dV/V (står dock ej i artikeln). Om man byter ut dV/V mot dρ/ρ framgår att för luft är dρ/ρ = (1/1,4)*dp/p. Densitetsförändringarna i procent är således 1/1,4 (ca 0,71) gånger tryckförändringarna i procent. De av vingens framfart orsakade volym- och densitetsförändringarna hos luften är således procentuellt sett något lägre än de resulterande tryckförändringarna. Samtidigt är den genomsnittliga lufttemperaturen något lägre än i omgivningen på ovansidan och något högre på undersidan.

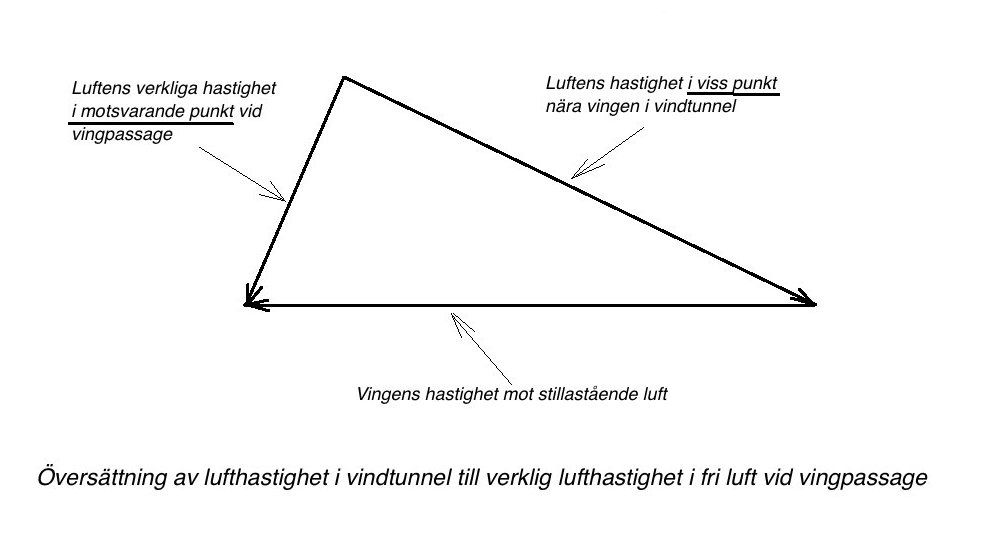
Översättning av lufthastighet i vindtunnel till verklig lufthastighet i fri luft vid vingpassage.

Observera att resonemanget ovan om luftens strömning bygger på en vinge som flyger igenom stillastående luft. För illustration av strömning förbi en stillastående vinge på samma sätt som i en vindtunnel, se , avsnittet Flow around a wing. Strömningen är matematiskt beräknad utifrån vissa förutsättningar, som alltid ger ett luftmotstånd som är noll. I verkligheten har en vinge alltid ett luftmotstånd. Om man drar bort vingens hastighetsvektor i förhållande till den stillastående luften från luftens hastighetsvektor i en vindtunnel på olika platser runt en vinge, erhålls i varje motsvarande plats i förhållande till en friflygande vinge den hastighetsvektor som annars stillastående luft momentant skulle få när vingen passerar genom den.  

### Reglering av lyftkraften hos flygplan
I varje ögonblick accelereras luft i den omfattning som krävs för den lyftkraft som bedöms behövas just då. Detta regleras av piloten (baserat på sin direkta uppfattning av flygplanets relation till omvärlden och/eller med hjälp av flyginstrumenten) eller autopiloten genom justering av attityd och motorpådrag, vilket i sin tur påverkar såväl fart som anfallsvinkel i ett komplicerat samspel. Se också avsnittet Lyftkraftens faktorer nedan. 

### Dragkraft eller tyngdkraft driver vingen framåt
För att ett vinge skall kunna ge lyftkraft måste den tvingas framåt genom luften. Ett motordrivet flygplan tvingas framåt antingen med hjälp av minst en kolv- eller turbinmotor, som driver en eller flera propellrar - eller av minst en jetmotor. Ett flygplan som på grund av tomgång, motorstopp eller avsaknad av motor ej är motordrivet, drivs framåt av tyngdkraften, nämligen dess komposant i vingens rörelseriktning. Detta sker med höjdförlust, såvida inte luften samtidigt stiger med högre hastighet än vad vingen behöver sjunka för att ge den erforderliga lyftkraften.
En helikopters huuvudrotor drivs av minst en kolv- eller turbinmotor som driver rotoraxeln - eller av jetdrift i rotorspetsarna (små motorer eller utlopp).

### Effektbehov för flygning
Effektbehovet för flygning är dels den effekt som krävs för att övervinna flygplanets nollmotstånd, dels den effekt som krävs för att generera lyftkraft, det vill säga accelerera luft nedåt och därmed hålla flygplanet i luften. Nollmotståndet är luftmotståndet vid lyftkraften noll.
Enligt sambandet Effekt = Kraft * Hastighet är den effekt som krävs för att accelerera tillräcklig mängd luft nedåt för den lyftkraft som krävs = lyftkraften * nedsvepets genomsnittshastighet, det vill säga lyftkraften * nedsvepet bakom vingen /2 (framför vingen är nedsvepets hastighet noll). Effektbehovet för att hålla en Cessna 172 som väger 1000 kg i luften vid 120 knops fart nära marken blir då 1000*9,81*1,34/2 Nm/s = 6570 Nm/s = 8,9 hk. Vid 60 knops fart blir effektbehovet 17,8 hk. Ju lägre farten är desto högre är således den effekt som krävs för att generera lyftkraft. Dessa effektbehov är dock endast grova uppskattningar, eftersom de exakta genomsnittliga hastigheterna hos nedsvepen inte är kända utan grovt uppskattade enligt avsnittet “Lyftkraft genereras genom acceleration av luft”. Med tanke på att vingen inte är en “ideal” vinge kan dock sägas att effektbehoven i verkligheten är något större.
Det inducerade eller lyftkraftberoende motståndet (eng. drag) är det extra luftmotstånd som uppstår när lyftkraft genereras. Detta är idealiskt (så kallad elliptisk lyftkraftfördelning längs vingens spännvidd):
{\displaystyle D_{i}={\frac {L^{2}}{3,14\cdot q\cdot b^{2}}}}
där L är lyftkraften, b spännvidden och q (dynamiska trycket) = ρv²/2, där ρ är luftens densitet och v flygplanets fart. Den extra effekt som krävs för att balansera det inducerade motståndet blir då Di∙v. Denna effekt är densamma som den man får när man beräknar effektbehovet för lyftkraft utifrån den luft som accelereras nedåt, enligt ovan. 
Uppsvepet framför vingen, som kräver en viss effekt, kan tillskrivas det inducerade motståndets motkraft på luften, som visserligen verkar i flygriktningen, men som oundvikligen leder till en strävan till tryckutjämning omedelbart framför vingen, vilket tvingar luft uppåt. Andra effekter på luften av det inducerade motståndet är att vingen släpar ytterligare luft med sig utöver det som beror på flygplanets nollmotstånd (jämför det sug som uppstår bakom en bil eller en framförvarande cyklist) samt ändvirvlar.
I verkligheten krävs ytterligare något högre effekt för att generera lyftkraft på grund av diverse förluster (inte minst flygkroppens normalt störande inverkan), men att en Cessna 172 och andra flygplan kräver betydligt mer effekt för att kunna flyga än vad som krävs för att generera lyftkraft (eller balansera det inducerad motståndet) beror huvudsakligen på flygplanens (inklusive vingens) nollmotstånd, som i motsats till det inducerade motståndet ökar med ökande fart, och i förekommande fall propellerförluster. På låg höjd kräver en Cessna 172 med en motor på 150 hk nära fullgas för att uppnå 120 knop.

### Lyftkraft förklarad med hjälp avBernoullis ekvation
Redan under flygets barndom visste man att lyftkraft genereras genom att accelerera luft neråt, och  Euler hade redan i mitten av 1700- talet tagit fram de nödvändiga ekvationerna för att beräkna tryckfördelning och lyftkraft, men man hade inte tillgång till tillräcklig räknekapacitet (det vill säga datorer) för att göra detta. Därför utvecklades enklare beräkningsmetoder. En av dessa utnyttjar Bernoullis ekvation (även ibland uttryckt som lag, sats, teorem eller princip). Så småningom övergick man även till att använda Bernoullis ekvation även i bland annat pilotundervisningen för att förklara själva lyftkraften, med början i USA. Ekvationen säger i huvudsak att en vätska eller inkompressibel gas som strömmar snabbt på en sträcka längs en strömlinje utövar lägre tryck tvärs strömningsriktningen än samma vätska eller gas som strömmar långsamt på en annan sträcka längs samma strömlinje. Luften på ovansidan tvingas strömma längre väg än luften på undersidan på grund av vingens mera krökta ovansida och måste därför strömma snabbare, enligt förklaringsmodellen. Därav det lägre trycket på ovansidan enligt ekvationen, vilket tillsammans med det högre trycket på undersidan (lägre fart hos luften) ger lyftkraften. Förklaringen av lyftkraftens uppkomst med hjälp av Bernoullis ekvation spred sig sedan över världen, vilket har gjort att de flesta piloter har utbildats med denna förklaring som grund. Att lyftkraften egentligen uppstår på grund av acceleration av luft neråt försvann successivt från pilotundervisningen sedan förklaringen med hjälp av Bernoullis ekvation började läras ut.

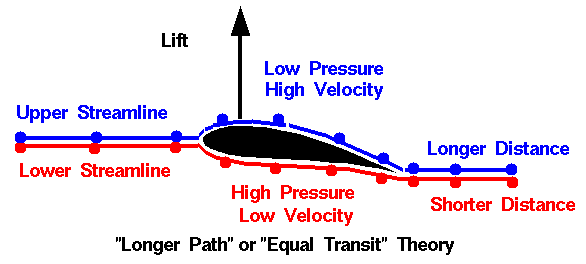
Felaktig förklaring av lyftkraft. Observera att strömlinjerna bakom vingen här felaktigt går i samma riktning som framför vingen, vilket skulle innebära att vingen suger lyftkraft ur luften utan att denna påverkas annat än marginellt genom en parallellförflyttning av luften motsvarande ungefär en profiltjocklek, vilket är fysikaliskt omöjligt

På senare tid har kritik riktats mot användningen av Bernoullis ekvation i förklaringen av lyftkraft, dels på grund av att förklaringen inte är invändningsfri, dels på grund av att den inte ger en tillräckligt bra praktisk förståelse av lyftkraftens uppkomst och dess konsekvenser. Bernoulli-förklaringen inskränker sig huvudsakligen till att beskriva tryckfördelningen över vingen och säger ingenting om det nedsvep som uppstår bakom vingen. Den turbulens man kan känna bakom ett framförvarande flygplan eller när man korsar sitt eget spår efter en sväng eller looping brukar sägas bero på ändvirvlarna, vilket bara är en del av sanningen, se nedan.
Förklaringen med Bernoullis ekvation när det gäller vingar förväxlar också orsak och verkan. Det är tryckskillnader som är orsak till att luftens hastighet längs vingen varierar -  det är inte varierande hastigheter som är orsak till tryckskillnaderna. Luftens hastighet kan inte variera utan orsak. Det strider mot Newtons första lag. Se Newtons rörelselagar. Tryckskillnaderna runt vingen beror i sin tur på de kompressioner (förtätningar) och expansioner (förtunningar) av luften som uppkommer när vingen tvingas fram genom luften, vilket framgår av avsnittet 'Hur accelerationen åstadkommes' ovan. Vid beräkningar av tryckfördelningen omkring vingen är flygplanstillverkarna dock inte intresserade av luftens densitetsvariationer. Man kan visa att man med gängse enkla beräkningsmodeller med användning av Bernoullis ekvation vid låg fart kan räkna med att luften är inkompressibel (har konstant densitet överallt) utan att felen hos tryckfördelningen runt vingen och därmed lyftkraften blir otillåtet stora. Detta förenklar beräkningsarbetet väsentligt. Luftens hastighet erhålls vidare genom ett kontinuitetsvillkor i stället för att beräknas med hjälp av varierande tryck direkt enligt Newtons lagar. En sådan förenklad beräkningsmodell är olämplig som utgångspunkt vid förklaring av lyftkraftens uppkomst. Därigenom delges uppfattningen att luften även i verkligheten kan betraktas som inkompressibel och att vingens framfart genom luften endast påverkar luftens lokala hastigheter omkring vingen och inte luftens lokala densitet. De lokala hastigheterna påverkar i sin tur trycket omkring vingen enligt Bernoullis ekvation. Orsakssammanhanget brukar sägas vara att högre hastigheter ger lägre tryck och att lägre hastigheter ger högre tryck, vilket innebär att man vänder på Newtons första lag. En sådan beräkningsmodell, även om den är ändamålsenlig som sådan, är således inte lämplig som förklaringsmodell.
En stark invändning mot att använda Bernoullis ekvation, är att den inte kan förklara varför det uppkommer lyftkraft när vingen endast består av ett enkelsegel, exempelvis som i fallet med de äldre generationerna av hängglidare, eller den framåtdrivande kraften från ett segel på en segelbåt, som i huvudsak verkar efter samma principer. I de fallen färdas luften närmast seglet på båda sidor i huvudsak samma sträcka, vilket med Bernoullis ekvation inte ska ge någon lyftkraft alls. Att använda Newtons lagar förklarar dock lyftkraften lika väl för vingar med enkelsegel, som för med vingar med olika form på under och översida, såsom fasta vingar eller vingar med dubbelsegel.
Förgrundsgestalt för kritiken mot användning av Bernoullis ekvation i pilotundervisningen när det gäller förklaringen av lyftkraftens uppkomst, såväl i Sverige som internationellt, har varit den svenske aerodynamikern Martin Ingelman-Sundberg. Artiklar i ärendet som skrivits av honom återfinns på hans aerodynamiska webbplats. Ingelman-Sundberg har i stället förespråkat förklaring direkt med hjälp av Newtons lagar, som är teoretiskt invändningsfria, utan omväg via Bernoullis ekvation (som för övrigt också baseras på Newtons lagar, men som bara gäller under vissa förutsättningar), och som förklarar det nedsvep som uppstår bakom vingen, vilket är väsentligt från flygsäkerhetssynpunkt. Bernoullis ekvation är emellertid fortfarande ett utmärkt verktyg inom teoretisk och praktisk aerodynamik.

### Lyftkraftens faktorer
Den erforderliga lyftkraften L hos ett flygplan som flyger rakt fram på konstant höjd beror på flygplanets massa m och jordaccelerationen g. Lyftkraften ges av vingens typ och utformning, som ger en dimensionslös lyftkraftskoefficient CL  som funktion av vingens anfallsvinkel α (CL provas normalt ut i vindtunnel), vingens yta S och dynamiska trycket q. Formeln för lyftkraften blir då:
{\displaystyle L=m\cdot g=q\cdot S\cdot C_{L}}   där   {\displaystyle q={\frac {\rho \cdot v^{2}}{2}}}   och   {\displaystyle C_{L}=C_{Lo}+C_{L\alpha }\cdot \alpha }   för måttliga α.
CLo är lyftkraftskoefficienten vid α = 0 och CLα är lyftkraftskoefficientens derivata. ρ är luftens densitet och v är TAS. Motorernas bidrag till den "totala lyftkraften" har här för enkelhets skull försummats (se figuren ovan där dragkraftens (Thrust) uppåtpekande riktning överdrivits).
Vid sväng måste flygplanet lutas, varvid lyftkraften inte längre pekar rakt upp. Lutningsvinkeln φ kallas rollvinkel eller bankningsvinkel. Vid konstant sväng på konstant höjd blir den nödvändiga totala lyftkraften mg/cos(φ) för att dess vertikala komposant fortfarande skall vara mg. Vid 60 graders bankning under sväng behöver lyftkraften L därför vara dubbelt så stor som vid flygning rakt fram (cos(60°) = 0,5). Lastfaktorn nz blir då 2, medan den vid flygning rakt fram på konstant höjd är 1. Detta upplevs som om alla kroppsdelar vore dubbelt så tunga som normalt, även huvud, armar och ben. Upplevelsen är därför något annorlunda än om man skulle väga dubbelt så mycket, eftersom tilläggsvikten i det senare fallet vore mera centrerad. Passagerarflygplan lutar normalt högst 30 grader under sväng, främst av komfortskäl, vilket innebär att tyngden hos alla kroppsdelar bara ökar med högst 15 % jämfört med flygning rakt fram, även om den ovane nog upplever det som mera.

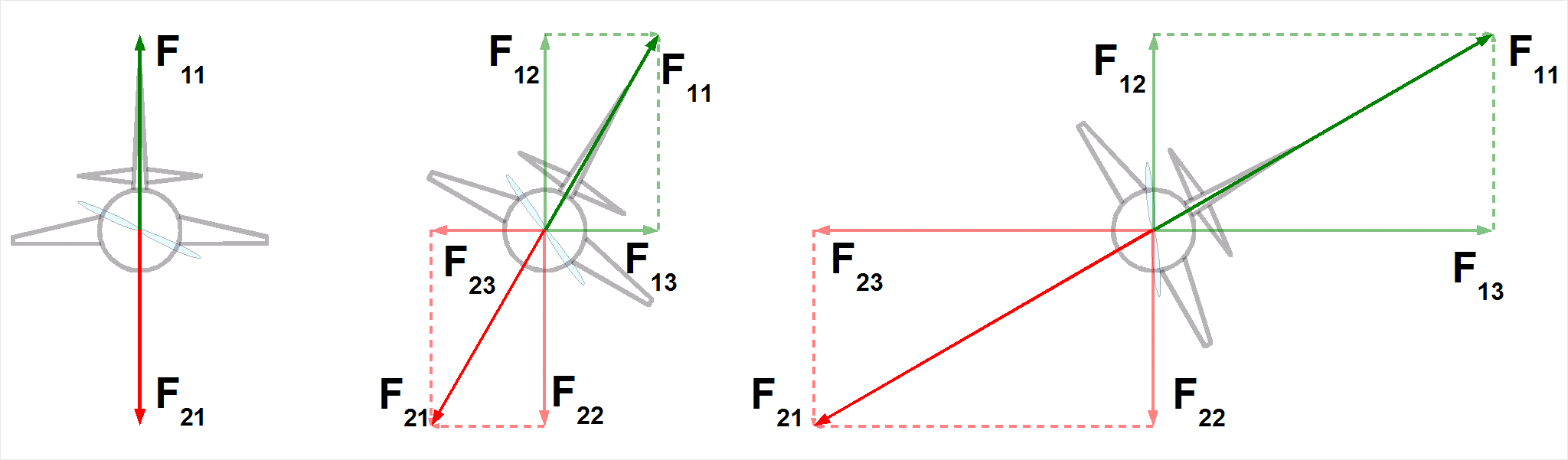
Lyftkraft vid sväng i planflykt. är lyftkraften

Vid lodrät stigning i rakbana eller motsvarande dykning är lyftkraften hos ett flygplan noll. Däremot är lyftkraften hos en helikopter i lodrät stigning något större än mg. Lodrät stigning med ett flygplan är bara tillåten om det är godkänt för avancerad flygning och bara möjlig när överskottsfart förvandlas till stigning (kortvarig) eller med motorer som kan ge dragkraft större än mg, vilket främst gäller för ett fåtal jaktflygplan.

### Tunga flygplan är farliga för andra flygplan

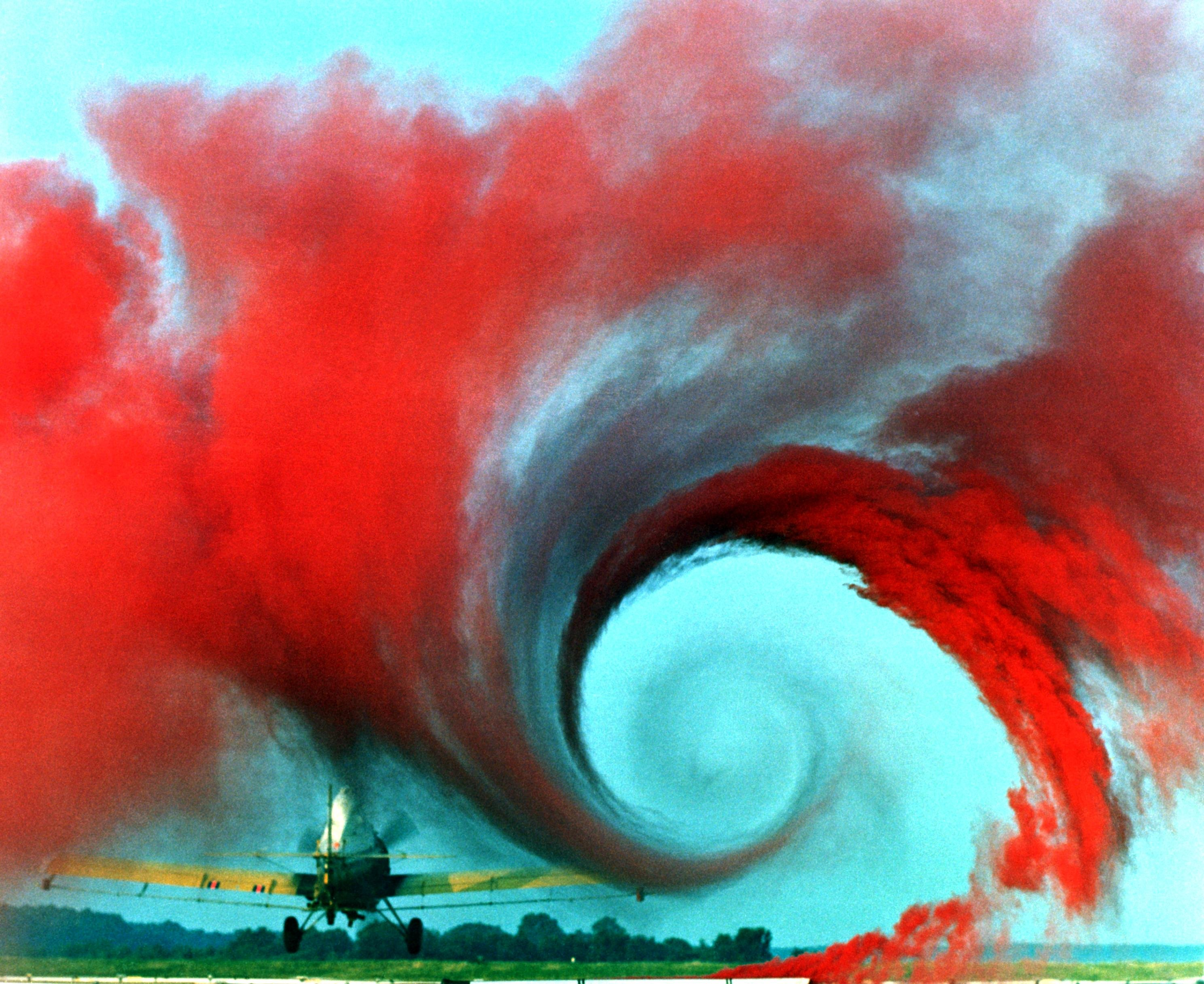
Virvel bakom en vinge, lätt flygplan, marknära

När flygplanen accelererar luft för att hålla sig flygande eller för att själva accelerera åt något håll bildas virvlar bakom flygplanen. Bakifrån sett bildas bakom vänstra vingen en virvel som roterar medurs och bakom den högra en som roterar moturs. Virvlarna börjar lokalt som relativt små men kraftfulla så kallade ändvirvlar vid vingspetsarna som beror på överströmning från vingens undersida till översidan beroende på tryckskillnaden mellan de två sidorna. Virvlarna växer sedan till sig i storlek bakom vingen på grund av nersvepet, som uppstår som följd av skapandet av lyftkraften, och den omgivande luft som dras in i cirkulationen för att ersätta den nersvepande luften, och övergår i så kallad  wake turbulence.
Vingarna hos tunga flygplan måste accelerera mer luft i varje ögonblick än lättare flygplan och/eller med större acceleration, eftersom de måste generera mer lyftkraft. Ju långsammare flygplanen flyger desto kraftigare blir dessutom virvelbildningen eftersom nersvepet ökar med sjunkande fart. Bakom tunga flygplan blir virvelbildningen därför direkt farlig för andra flygplan i samband med start och landning. Virvelstyrkan avtar dock med tiden, det vill säga med avståndet bakom flygplanen, varför speciella regler har tagits fram om så kallade separationsavstånd vid start och landning för att minimera riskerna för de bakomvarande flygplanen. Flygplanen är därför indelade i klasserna Heavy (> 136 ton), Medium (7-136 ton) och (Small)/Light (< 7 ton). Separationen måste vara minst 6  nautiska mil  mellan ett Heavy och ett Light flygplan och minst 4 nm mellan två Heavy.

### Särskilda beräkningsmodeller används för att beräkna tryckfördelningen
Ovanstående förklaring av lyftkraften med hjälp av Newton lagar ger ingen detaljerad information om hur luften strömmar förbi vingen eller hur trycket fördelar sig över vingen och därmed hur stor lyftkraften verkligen är och hur stort luftens tippmoment på vingen är. Strömningen och tryckfördelningen är emellertid väsentliga för vingens effektivitet - både lyftkraftens storlek och vingens luftmotstånd. Därför har aerodynamikerna för att söka ta fram vingar som uppfyller ställda krav utvecklat olika beräkningsmodeller, antingen direkt baserade på Newtons lagar (finita element-metoder), Bernoullis ekvation eller på andra teorem. Aerodynamikernas beräkningsmodeller och mätningar i vindtunnlar visar till exempel att det låga trycket på vingens ovansida, framför allt den främre delen, bidrar mer till vingens lyftkraft än det högre trycket på undersidan. Detta gäller alla typer av vingar. Därför är det viktigt att hålla främst vingarnas övre främre tredjedel (och motsvarande delar hos propellrar) fria från smuts, insekter och frost. Förorenade vingar är i allmänhet mindre effektiva (lägre lyftkraft, högre motstånd) än rena vingar genom den okontrollerade virvelbildning som blir följden. Dessutom inträffar stall i allmänhet vid lägre anfallsvinkel hos förorenade vingar. Däremot kan ibland kontrollerade små virvlar, som åstadkommes med virvelgeneratorer (till exempel små snedställda bleck på vingen), göra vingar mera effektiva.
Vid Eulermetoder (en sorts finita element-metoder), som bortser från viskositetseffekter men beaktar vorticitet (stationär virvelbildning) och kompressibilitet, indelas området i närheten av den vinge eller hela farkost som undersöks med ett oregelbundet två- eller tredimensionellt nät med ett mycket stort antal – upp till miljontals - celler, varav en mindre del närmast vingen (alt. hela farkostens yta) och resten i rymden utanför. Ofta kombineras en Eulerberäkning med en gränsskiktsmetod, som beräknar det turbulenta gränsskiktets tjocklek. Det turbulenta gränsskiktet läggs utanpå den verkliga vingen/hela farkosten inför Eulerberäkningen. Vid beräkningar med  Navier–Stokes-metoder (en annan sorts finita element-metoder), som även tar hänsyn till viskösa effekter, görs en liknande nätindelning. Även med N-S-metoder använder man sig normalt av någon förenklad modell av processerna i det turbulenta gränsskiktet närmast kroppsytan (så kallade turbulensmodeller).

### Klaffar och höglyftanordningar

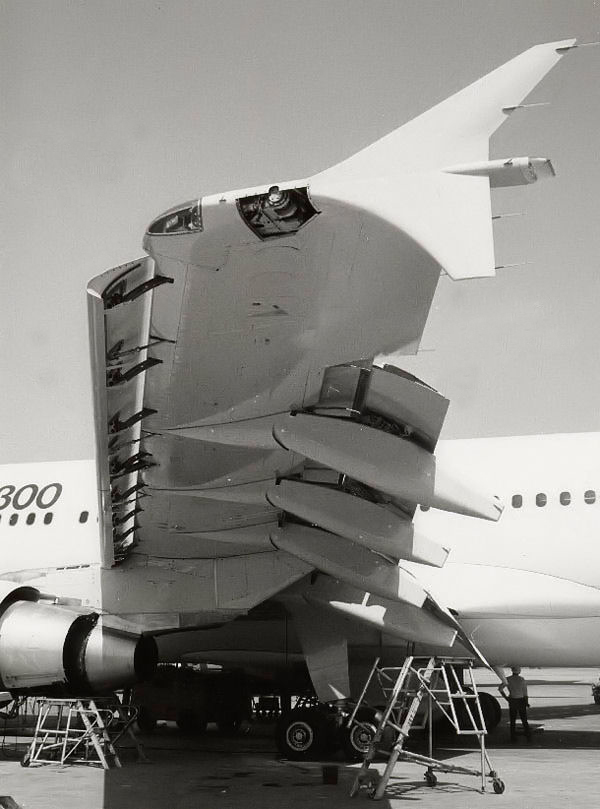
Höglyftanordning, Airbus A300

Som lyftkraftsformeln ovan visar måste man för att bibehålla lyftkraften öka lyftkraftskoefficienten CL när farten sjunker om vingytan S är konstant. Med sjunkande fart kommer man så småningom till den anfallsvinkel som motsvarar stall och den högsta CL som kan utnyttjas, CLmax.  Därför har man utvecklat olika sätt att öka CLmax. Vanligast på mindre flygplan är enkla klaffar i vingens bakkant. Normalt är de en del av vingen, men de kan vinklas neråt vid behov (huvudsakligen vid start och landning), vilket gör att luften accelereras ännu mera neråt just framför bakkanten av vingen än när klaffen är i neutralläge, vilket ökar lyftkraften. Samtidigt ökar motståndet, vilket innebär att man måste ge gaspådrag om man vill hålla konstant höjd eller samma glidbana vid samma fart som utan klaff.
Andra typer av bakkantsklaffar är klyvklaffar (fälls ut i underkanten av vingens bakkant), Fowlerklaffar (fälls ut bakåt från vingens underkant och ökar därför samtidigt vingytan) och ”slottade” (av engelska slot = springa) klaffar (luft kan passera från undersidan av vingen genom en passage framför klaffen och sedan följa översidan av denna, vilket minskar turbulensen i bakkanten av vingen och därmed förbättrar vingens effektivitet). Se vingklaff. Även olika typer av framkantsklaffar används. Se slats.
Stora, tunga flygplan är ofta utrustade med höglyftanordningar, som kan öka CLmax ytterligare. De utgörs av två eller tre klaffar som fälls ut i serie i vingens bakkant och bakom, vilket ökar vingytan samtidigt som luften avlänkas neråt på ett mjukare sätt än med en enda klaff. Till en höglyftanordning hör normalt också framkantsklaffar (vanliga eller ”slottade”), som hjälper luften att passera framkanten av vingen och följa vingens översida utan att bli okontrollerat turbulent och avlösas.

### Helikopter under hovring, ”framtidens flygande bilar”
Lyftkraften hos en helikopter fås liksom hos ett flygplan genom acceleration av luft i huvudsak nedåt. Ett specialfall är hovring, det vill säga när helikoptern står stilla i luften. På grund av rotorns komplicerade rörelse genom luften är det dock inte så lätt att definiera den mängd luft som accelereras i varje ögonblick av rotorn och accelerationens storlek. Det är ändå möjligt att få en uppfattning om vad som krävs i fråga om luftförflyttning för att åstadkomma en tillräcklig lyftkraft, eftersom Newtons andra lag även kan uttryckas som att en viss kraft motsvaras av den ändring av rörelsemängden hos det som kraften påverkat under en viss bestämd tid.
Anta att helikoptern hovrar så högt över marken att markeffekten är försumbar. Den nödvändiga lyftkraften är då helikopterns massa mh multiplicerad med tyngdaccelerationen. Massan mluft hos den luft som passerar genom rotorn varje sekund är wρπd²/4 där ρ är luftens densitet, d rotorns diameter och w den slutliga nedsvepshastighet som rotorn åstadkommer.   
Enligt Newtons andra lag måste rotorn åstadkomma en så stor nedåtriktad lufthastighet att den massa som passerar genom rotorn per tidsenhet gånger maximala hastigheten hos denna massa, det vill säga ändringen av rörelsemängden hos luften från hastigheten noll, är lika med helikopterns tyngd och lika med den nödvändiga lyftkraften L. Detta kan uttryckas som
{\displaystyle L={\frac {m_{luft}\cdot w}{t}}=m_{h}\cdot g}
Eftersom mluft i detta fall redan definierats som massan hos den luft som passerar genom rotorn under en sekund är här t = 1, vilket ger
{\displaystyle {\frac {m_{luft}\cdot w}{1}}={\frac {\rho \cdot \pi \cdot d^{2}\cdot w^{2}}{4}}}
och
{\displaystyle w={\sqrt {\frac {m_{h}\cdot g\cdot 4}{\rho \cdot \pi \cdot d^{2}}}}}
För en helikopter som väger 1000 kg och vars rotor har en diameter av 10 meter erhålls genom insättning i sambandet att rotorn måste kunna ge luften en hastighet av ca 10 meter/sekund nedåt för att helikoptern skall kunna hovra på stället. Den mängd luft som passerar genom rotorn varje sekund är ca 1000 kg. 
Som jämförelse kan nämnas att den 1000 kg tunga Cessna 172 i avsnittet ”Lyftkraft genereras genom acceleration av luft” under en hel sekund vid 120 knop förflyttar omkring 7500 kg luft nedåt, men den totala ändringen av rörelsemängden hos denna luft under denna sekund är ändå densamma som den som åstadkommes under en sekund av ovannämnda lika tunga helikopter, eftersom den resulterande nedsvepshastigheten bakom Cessnan är i motsvarande grad lägre, nämligen drygt 1,3 m/s.

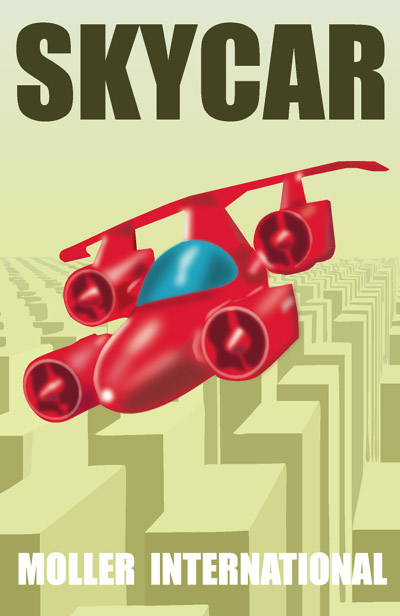
Reklam för ett sedan många år pågående projekt.

Den effekt som krävs enbart för att förflytta luften genom rotorbladen under hovring är mhgw, vilket i exemplet blir nära 150 hk. I det totala effektbehovet för hovring ingår även den effekt som krävs för att övervinna rotorns övriga luftmotstånd (nollmotstånd), vilket dock är betydligt lägre än det lyftkraftberoende motståndet och den effekt som krävs för att kompensera för övriga förluster, till exempel flygkroppens störande inverkan och förluster i växellåda och lager, som tillsammans försämrar verkningsgraden hos rotorsystemet. 
I fantasifulla prognoser om framtiden är den flygande bilen, som i princip bygger på inkapslade propellrar i bilens fyra hörn, vridbara mellan vertikal och horisontell riktning, populär. Man ser ibland bilder eller filmavsnitt där övergången mellan normal bildrift och flygning sker i närheten av bebyggelse och personer. Men eftersom den totala propeller/rotorytan blir mycket mindre än för en helikopter blir också nedsvepshastigheten högre, vilket torde innebära att de flygande bilarna måste startas och landas inom särskilda områden och att en lägsta flyghöjd måste sättas relativt högt så att nedsvepet och bullret inte stör omgivningen. För en 1000 kg tung flygande bil krävs en motsvarande lyftkraft som med en total propeller/rotoryta av säg 4 m² ger en nedsvepshastighet av ca 45 m/s under hovring på en höjd där markeffekten är försumbar, det vill säga orkanstyrka. Den erforderliga effekten för att accelerera luften till denna hastighet under hovring är ca 600 hk. Eftersom verkningsgraden hos lyft/framdrivningssystemet sannolikt är betydligt lägre än ett krävs i verkligheten en betydligt högre effekt.
Teknikutvecklingen mot allt lättare strukturer för bibehållen hållfasthet, elektriska motorer (tystare än förbränningsmotorer), effektiva batterier eller bränsleceller för elgenerering och en avancerad autopilot gör att flygande bilar och motorcyklar i begränsad utsträckning dock sannolikt kommer att bli en realitet inom en snar framtid som praktiskt användbara transportmedel inom tätorter, till att börja med främst på försök (skrivet 2019). De följer emellertid samma naturlagar som Skycar och liknande projekt och innebär genom de fortfarande tämligen stora luftaccelerationerna för generering av lyftkraft att de sannolikt inte kan operera tillsammans med annan trafik i samband med start och landning, särskilt inte nära till exempel gångtrafikanter, cyklister och motorcyklister. En halvering av massan i exemplet till 500 kg med allt annat lika gör att nedsvepshastigheten minskar till ca 70% av den vid massan 1000 kg.

## Lyftkraft hosvattenskidor, snabbgåendebåtarochsimmare
Lyftkraften (bärkraften) hos vattenskidor följer i huvudsak samma principer som lyftkraften hos flygplansvingar genom att det är acceleration av vatten nedåt som ger den övervägande delen av lyftkraften. En mindre del av lyftkraften erhålls genom Arkimedes princip, eftersom vattenskidor har lägre densitet än vatten – de flyter och bär därigenom i huvudsak sig själva. Även snabbgående, planande båtar accelererar vatten nedåt för att komma högre i vattnet och därigenom minska vattenmotståndet för att uppnå högre fart, men med minskande fart kommer en allt större del av lyftkraften (bärkraften) från Arkimedes princip. Uttrycket planing används om båtens uppträdande när den största delen av bärkraften uppstår genom acceleration av vatten nedåt och båten därigenom lyfter och går högt i vattnet.
En viktig skillnad gentemot flygplansvingar är att det bara är undersidan av skidan eller den planande båten som bidrar till accelerationen av vatten “nedåt” (nedåt och åt sidan vid sväng). Hos vingar står ju översidan för ungefär två tredjedelar av lyftkraften. Hos bärplansbåtar bidrar dock även översidan av bärplanen till bärkraften.
Genom att densiteten hos vatten är ca 800 gånger högre än hos luft behöver bara en mindre volym vatten accelereras för samma lyftkraft. Se avsnittet “Lyftkraft genereras genom acceleration av luft” ovan. Vattenskidan kan därför göras förhållandevis liten. Att vatten pressas ned av vattenskidan (resultatet av accelerationen) är lätt att konstatera genom att jämföra vattenytorna vid fram- och bakkant.
Den som trampar vatten på stället accelererar vatten nedåt och ökar därigenom vattnets lyftkraft på sig själv utöver vad Arkimedes princip åstadkommer. Simmare håller sig flytande i huvudsak tack vare Arkimedes princip, men genom att accelerera vatten i huvudsak bakåt med hjälp av armar och ben kan de röra sig framåt och tack vare rörelsen framåt få ett tillskott till lyftkraften av kroppen på samma sätt som en vinge. Beroende på hur arm- och benrörelserna utförs kan även de ge ett lyftkrafttillskott. En snabb simmare flyter därigenom något högre och mera horisontellt i vattnet än en långsam.

## Lyftkraft hosfåglar,fladdermössochinsekter
Under de senaste århundradet har de flesta resurserna när det gäller flygningens aerodynamik lagts ned på flygning med fasta vingar (flygplan) och med roterande vingar (helikoptrar). Under de senaste två decennierna har uppstått ett stort intresse för mycket små obemannade luftfarkoster, främst inom försvarsmakterna, men även för kommersiell användning. Dessa ska kunna fjärrstyras eller uppträda autonomt. Mycket tyder på att det vid minskande storlek hos farkosterna blir alltmer intressant att efterlikna fåglars, fladdermöss och insekters flykt som komplement till konventionella modellflygplan, med delvis andra egenskaper. Även teknikutvecklingen bidrar till det ökande intresset. Forskningen inom detta området befinner sig dock ännu (2007) i sin linda, varför mera omfattande och allmängiltiga kunskaper inom området ännu inte nått läroboks- och uppslagsverksstadiet. Ett intressant exempel på nya små obemannade farkoster är en entomopter, som flyger med oscillerande vingar, men på ett annat sätt än nämnda djur.
Lyftkraften hos fåglar, fladdermöss och insekter följer samma fysikaliska lagar som lyftkraften hos flygplan, det vill säga lyftkraften (och dragkraften) genereras genom acceleration av luft, till vilket även vingarnas oscillerande rörelser starkt bidrar, utom i glidflykt då vingarna temporärt hålls stilla (främst hos fåglar och större insekter). Då fungerar vingarna i huvudsak på samma sätt som hos glidflygplan eller segelflygplan. Lyftkraften hos ornitoptrar genereras på ungefär samma sätt som hos fåglar eller fladdermöss som flaxar med vingarna, utom i glidflykt. Vissa mycket små insekter har inga vingar i egentlig mening utan simmar i luften med borstliknande extremiteter. Detta är möjligt genom att luften i denna lilla skala upplevs ha betydligt högre viskositet (jämför med sirap) än i vår mänskliga skala, se Reynoldstal. Borsten på extremiteterna fälls omväxlande ut, vilket ger ökat motstånd för dragläge (acceleration av luft, vilket ger dragkraft och lyftkraft) och in, vilket ger minskat motstånd för återföring. Hos vingförsedda djur kan motsvarande effekt åstadkommas genom vridning av vingarna. Vingslaget nedåt med relativt låg framkant ger både dragkraft och lyftkraft. Vid återföringen av vingen uppåt vrids vingen så att framkanten leder den uppåtgående rörelsen, vilket minskar motståndet och reducerar den negativa lyftkraft som uppstår eller kan uppstå. Vridningen varierar med farten. Lägre fart kräver större vridning. 
Andra sätt att minska motståndet vid återföringen är att delvis dra ihop vingarna, som görs av stora fåglar, eller genom att föra tillbaka vingarna med lägre hastighet. Eftersom luftkrafterna ökar med kvadraten på hastigheten (samtidigt som luften accelereras mera i samma mån) blir nettoeffekten av det senare fallet att lyftkraften över tid blir större än den negativa lyftkraft som erhålls vid återföringen, trots att återföringen tar längre tid. I realtid kan man enkelt studera denna princip hos till exempel maneter. Man kan också enkelt själv erfara principen genom att simma ryggsim enbart med helt raka armar i både själva simtaget och i återföringen. Detta torde vara en princip som används av fjärilar i kombination med måttlig vingvridning. Stora fåglar torde vid återföring efter ett vingslag nedåt utnyttja såväl viss vingvridning som förhållandevis långsam återföring i kombination med hopdragning av vingarna för att minska motståndet vid återföringen. De flesta flygande insekter däremot använder vingslagens båda riktningar till att alstra lyftkraft och dragkraft (och bromskraft) genom kraftig vingvridning. 
När en fjäril fäller ut sina vingar från vertikalläget vid start uppstår ett undertryck mellan/ovanför vingarnas översida och ett övertryck på vingarnas undersida som båda bidrar till att accelerera luft nedåt, varvid fjärilen samtidigt momentant dras/trycks uppåt utan att den behöver ha någon fart framåt, vilket minskar kravet på kraftiga ben för avstamp.
Myten om att humlor inte borde kunna flyga enligt fysikaliska eller aerodynamiska lagar lär komma ifrån att någon visat att humlor inte kan glidflyga, vilket förefaller rimligt med tanke på deras i förhållande till vingarnas storlek stora och tunga kropp, se humlor.

### Effektbehov hos insekter och fåglar
Sambandet ovan för effektbehovet hos helikoptrar kan även användas för att göra en uppskattning av det ungefärliga effektbehovet hos vissa insekter vid "hovring". För att beräkna den nödvändiga hastigheten w hos den nedåtpressade luften ersätts helikopterrotorns svepyta med insektsvingens svepyta. Vid stillastående i luften sveper många insekter vingarna fram och tillbaka så att lyftkraft genereras både vid framåtsvep och bakåtsvep. Från sidan sett beskriver vingrörelsen en liggande åtta. Insektens vingyta antas vara S och den totala svepytan n*S, där n är kvoten mellan den totala svepytan och vingytan. I stället för att ange det totala effektbehovet P för en insekt kan det ibland vara praktiskt att ange effektbehovet i förhållande till insektens vikt, P/m, som helt enkelt blir g*w, dvs
{\displaystyle {\dfrac {P}{m}}=g{\sqrt {\dfrac {m\cdot g}{\rho \cdot n\cdot S}}}}
m/S kallas i flygsammanhang för vingbelastning, och som framgår av sambandet är P/m proportionellt mot roten ur denna. En större svepyta med bibehållen vingyta ger ett minskat effektbehov, men innebär sannolikt också en mera komplicerad ”mekanism” för att driva vingen.
Som jämförelse anger källan “Hur insekter flyger” med en annan härledning, som utgår från vingarnas hastighet och det därigenom uppkomna dynamiska trycket, följande ungefärliga uttryck för samma förhållande:
{\displaystyle {\dfrac {P}{m}}=g{\sqrt {\dfrac {2\cdot m\cdot g}{\rho \cdot C_{p}\cdot S}}}}
där Cp är en tryckkoefficient liknande en lyftkraftskoefficient för en vinge (se ovan), men som förutsätter att insektsvingen oscillerar. (I tidskriften har dock faktorn 2 på grund av ett tryckfel råkat hamna utanför rottecknet, vilket författaren bekräftat.) Om man sätter in en humlas vingbelastning på ca 35 N/m² enligt källan och ett största möjliga Cp (= 2) finner man att humlan uppskattas prestera minst 50 W per kilo kroppsvikt.  Enligt det första uttrycket blir effektbehovet något mindre, men av samma storleksordning. Med ett antagande om n = 2 (eller 3) skulle effektbehovet bli ca 40 (respektive 30) W/kg. Uttrycket förutsätter dock att luften pressas ner med samma hastighet överallt under hela den översvepta ytan, vilket inte torde vara fallet. Detta ger en viss underskattning av effektbehovet. Som jämförelse kan en kolibri, som flyger på ungefär samma sätt som vissa insekter, prestera ca 300 W/kg enligt källan.
Källan “Varför är fåglar så små” anger att en tätting utvecklar en muskeleffekt av ca 100 W per kg kroppsvikt och en mås ungefär 25 W/kg medan en människa som jämförelse kontinuerligt kan prestera ungefär 3 W/kg.